# Intoxication alcoolique

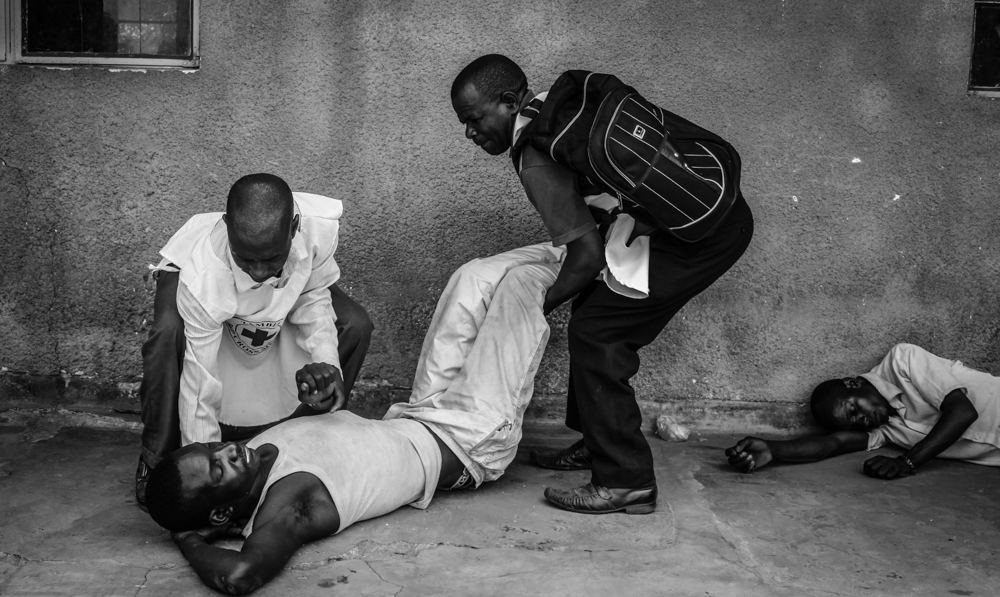
Secouristes prenant en charge un homme présentant des signes d'intoxication alcoolique en Zambie.

 (mai 2021).
Si vous disposez d'ouvrages ou d'articles de référence ou si vous connaissez des sites web de qualité traitant du thème abordé ici, merci de compléter l'article en donnant les références utiles à sa vérifiabilité et en les liant à la section « Notes et références ».
 (mai 2021).
L'intoxication alcoolique est un état transitoire consécutif à l'ingestion (généralement délibérée) de boissons alcoolisées, marqué par l'apparition de symptômes d'intoxication par l'alcool éthylique, qui sont des perturbations à la fois physiologiques, psychologiques et comportementales. « Sa traduction clinique est l’ivresse (alcoolique) ».

Son évolution passe par des troubles psychomoteurs, se résolvant souvent spontanément, mais débouchant sur des nausées, vomissements, un sommeil lourd, puis une « gueule de bois ».

Mais l'Intoxication éthylique aiguë (ou IEA) peut conduire à des complications graves : coma éthylique pouvant conduire à la mort ; c'est une urgence médicale.

## Éléments de définition
Au sens strict, les symptômes de l'ivresse sont des signes d'intoxication, qui préfigurent la « gueule de bois ».
Mais par « intoxication alcoolique », on entend généralement l'intoxication aiguë qui est le stade pouvant menacer la vie après l'ivresse ou durant l'ivresse.
Dès un taux d'éthanol de 3 à 4 pour mille (en fonction des personnes), ces symptômes commencent à apparaître. On parle d'« intoxication alcoolique aiguë » (IAE) quand la victime ne réagit plus aux sollicitations verbales (quand on l'appelle, qu'on la questionne, qu'on lui tapote la joue).
D'autres symptômes plus graves sont l'arrêt respiratoire, le coma éthylique et éventuellement l'arrêt cardiaque.
Selon les contextes, les époques et les âges des personnes concernées, les intoxications alcooliques sont plus ou moins socialement admises (ou non).

## Phases
L’IEA présente diverses formes où se succèdent :
1. une excitation psychomotrice, « avec désinhibition, euphorie, agitation, logorrhée, puis irritabilité émotionnelle, troubles de l'attention, troubles du jugement » ;
2. une phase d'ébriété associée à un syndrome cérébelleux (toxique aigu), marquée par des troubles sensoriels (désorientation, dysarthrie, troubles de l'équilibre) ;
3. un coma éventuel (hypotonique), avec mydriase bilatérale, hypothermie, éventuelle incontinence sphinctérienne, hypotension artérielle, pouvant aboutir à une dépression respiratoire. Comme dans beaucoup d’intoxications, les vomissements peuvent survenir à plusieurs reprises et conduire à l'étouffement en cas de troubles persistants de vigilance[2],[3],[4] ;
4. des formes pathologiques, parfois atypiques et associées à des comorbidités, qui nécessitent un traitement précoce ;
5. Sommeil peu récupérateur ;
6. Gueule de bois.

## Conduite à tenir face à une IAE
Si l'on constate ou soupçonne une intoxication alcoolique aiguë, il s'agit de réagir vite.
Si la victime est encore consciente, on devra essayer de la faire vomir avant qu'elle ne perde connaissance[réf. nécessaire]. 
En cas de perte de connaissance, il faut la placer en position latérale de sécurité, et appeler les services d'urgence, pour la conduire à l'hôpital et y effectuer un lavage d'estomac. En aucun cas, il ne faut prendre d'autres initiatives. Même veiller la victime sans appeler un médecin est irresponsable.

## Prévalence, coûts sociétaux
Jusqu’à 10 % des personnes entrant aux urgences hospitalières présenteraient une IEA [4-6], expliquant 3 à 5 % des séjours hospitaliers.